# Río Medellín
Río Medellín är ett vattendrag i Colombia.   Det ligger i departementet Antioquía, i den nordvästra delen av landet, 250 km nordväst om huvudstaden Bogotá.